# Afterpay
Afterpay Limited (kurz Afterpay, ASX: APT) ist ein australisches Finanztechnologieunternehmen, das in Australien, dem Vereinigten Königreich, Kanada, den Vereinigten Staaten und Neuseeland tätig ist. Afterpay wurde 2014 von Nick Molnar und Anthony Eisen gegründet.

## Beschreibung
Afterpay ist vor allem für seinen „Pay later“-Service bekannt, der es Kunden in Geschäften und online ermöglicht, ein Produkt sofort zu kaufen und es später in vier gleichen Raten zu bezahlen. Die Rückzahlungen sind zinsfrei. Sofern die einzelnen Raten nicht im Zwei-Wochen-Abständen gezahlt werden, fallen Säumnisgebühren an.

## Geschichte
Im Juni 2017 fusionierte Afterpay mit einem seiner Technologielieferanten, Touchcorp, zur Afterpay Touch Group. Im November 2019 wurde das Unternehmen in Afterpay Limited umbenannt. Im August 2021 gaben Afterpay und Square, Inc. bekannt, dass sie eine Vereinbarung zur Übernahme von Afterpay durch Square für 29 Milliarden US-Dollar (39 Milliarden AUD) getroffen haben, die bis März 2022 abgewickelt werden soll.